# Gerlos
Gerlos è un comune austriaco di 800 abitanti nel distretto di Schwaz, in Tirolo.